# Кармалита, Кристина Евгеньевна
Кармали́та Кристи́на Евгéньевна (родилась 2 января 1984, Новосибирск) — русский поэт, драматург, прозаик.

## Биография
Окончила факультет психологии Новосибирского государственного педагогического университета (2005), сценарный факультет Всероссийского государственного института кинематографии (2017, магистратура).
Автор множества стихов, пьес и рассказов. Дебютировала как поэт. Первая пьеса была поставлена на сцене театра п/р С.Н. Афанасьева в 2013 году. Публиковалась в разных литературных изданиях, в том числе – в журналах «Сибирские огни», «Наш современник», «Юность».
Финалист и лонглистёр многих премий, включая национальную литературную премию «Слово» (2025). Как поэт стала лауреатом Молодёжной премии журнала «Наш современник» (2015), премии имени Юрия Левитанского (2024). Как драматург отмечена высшими наградами Международного конкурса «Евразия» (2014),  «Филатов Фест» (2017), Международного студенческого фестиваля ВГИК (2017), Волошинского конкурса (2018).
Соорганизатор Товарищества сибирских драматургов «ДрамСиб». Руководитель новосибирского отделения Совета молодых литераторов при СПР. Живёт и работает в Новосибирске. Здесь же организует поэтические и драматургические мероприятия. Член Союза писателей России.

## Критика
- Анна Маркина: «Кристина Кармалита настаивает на том, что стихи — это личный разговор с читателем, неприкрытость чувств. Проговорить боль, не дожидаясь, пока «этот снег березовый однажды / нас выбелит из ленты новостей». И быть услышанной»[12].
- Ольга Балла: «Почти в каждом из стихотворений Кармалиты происходит взаимодействие человека напрямую с огромным миром, с образующими его большими силами — природного ли (как в стихотворении, обращённом к Александру Денисенко), мифологического ли порядка. Оно происходит даже там, где речь идёт об отношениях между двумя людьми: «Неведомая, неземная сила / катила между нами шар земной».
- Ася Аксёнова: «Тексты Кристины Кармалиты — профессиональные, очень сдержанные и гармоничные... Метофорика у Кармалиты очень интересная: она не делает нарочитых и ярких мазков, но образный ряд великолепен и точен, как, например, "и я, поднявшись в полдень, к маме еду / и на ходу застёгиваю сон"»[13].

## Пьесы
- «Заслуженный грузчик России» (написана в 2012 году, в 2012 году прошла читка в рамках проекта ДрамСиб)
- «Озябла» (написана в 2012 году, в 2013 году поставлена на сцене Новосибирского городского драматического театра под руководством Сергея Афанасьева)
- «Китайский велосипед» (написана в 2013 году, в 2013 году прошла читка в рамках проекта ДрамСиб)
- «В шкафу у бабы Зины» (написана в 2013 году, 2 место в драматургической номинации «В поисках радости» Волошинского конкурса (2018))
- «Технический сбой» (написана в 2014 году, 1 место в номинации «Пьеса для камерной сцены» международного конкурса драматургов «Евразия» (2014))
- «Пердимонокль» (написана в 2014 году, в 2015 году поставлена в Доме культуры имени Пушкина в Орехово-Зуево, в театре-студии «КЕДР» в Харькове, в 2017 году — в театре-студии «Белая ворона» в Верхней Пышме)[14]
- «История одного убийства» (написана в 2014 году, в 2015 году опубликована в журнале «Сибирские огни»)[15]
- «Обряд развенчания» (написана в 2015 году, победа в номинации «Драматургия» конкурса «Филатов Фест» (2017), в 2017 году опубликована в журнале «Сибирские огни»)[16]
- «Он должен прийти» (шорт-лист конкурса современной драматургии «Читаем новую пьесу» (2018)[17], в 2018 году поставлена в театре-студии «Разные лица» в Южно-Сахалинске[18])

## Фильмография
Сценарии к фильмам:
- «Чуч-Мяуч» (с 2020 года, мультипликационный сериал)
- «ЛудлВилль» (с 2023 года, мультипликационный сериал)[19]